# Enceladus (måne)
 For alternative betydninger, se Enceladus. (Se også artikler, som begynder med Enceladus)
Enceladus er planeten Saturns sjettestørste måne: Den blev opdaget 28. august 1789, af William Herschel, og på Herschels søn John Herschels forslag er den blevet opkaldt efter giganten Enkelados fra den græske mytologi. Derudover kendes månen også under betegnelsen Saturn-II (II er romertallet for 2).
Enceladus rangerer højt på listen over himmellegemer, hvor man anser mulighederne for at finde ekstraterrestielt liv højest. Rumsonden Cassini-Huygens har vist at Enceladus har et stort subglacialt hav af flydende vand med en tykkelse på omkring 10 km. Gejsere fra dette hav indeholder ud over alle livsnødvendige grundstoffer samt salte og hydrogencyanid også organiske molekyler som acetone, benzen, propen og metan, der kan være indikatorer for liv.

## Enceladus' indre
Da rumsonden Cassini ved flere lejligheder passerede tæt forbi Enceladus, påvirkede månens tyngdekraft sondens bevægelse, og herudfra har man beregnet Enceladus' masse til 1,08·1020 kilogram. Sammenholdt med dens størrelse giver dette en massefylde på 1610 kilogram pr. kubikmeter; det er kendeligt højere end andre af Saturns middelstore is-måner, og tyder på at Enceladus indeholder mere jern eller klippemateriale end de øvrige Saturn-måner. Astronomerne regner med at de senere, ud fra nøjere analyser af dataene fra Cassinis passager, kan regne sig frem til et groft "billede" af Enceladus' indre struktur.
Visse overfladedetaljer på Enceladus tyder på at der er flydende materiale under overfladen, men hvis dette flydende materiale er vand, er det lidt af et mysterium hvad der forhindrer dette vand i at fryse til is. Enceladus kredser to gange om Saturn på samme tid som månen Dione kredser én gang, og derved udsættes Enceladus for tidevandskræfter der varmer dens indre op, dog næppe nok til at holde vand flydende. En anden mulig varmekilde er radioaktivt henfald i det eventuelle jern eller klippemateriale der måtte være i Enceladus, om end denne proces i så fald har leveret mere varme tidligere i månens historie end den gør nu. En anden mulig forklaring er, at "det flydende" slet ikke er vand, men noget der smelter ved lavere temperaturer, f.eks. ammoniak, men Cassini-sondens spektrometre for synligt og infrarødt lys har ikke observeret tegn på sådanne stoffer.

## Overfladen
Da rumsonden Voyager 2 passerede Saturn i august 1981, fik man for første gang nærbilleder af bl.a. Enceladus, som kunne fortælle noget om månens geologi. Disse billeder viser mindst fem forskellige landskabstyper; der var regioner med talrige kratre, mens andre områder er helt jævnt terræn uden kratere, bjerge eller lignende – de jævne områder grænser ofte op til områder hvor landskabet domineres af langstrakte furer. De meget få kratere i de jævne regioner tyder på at landskabet her er ungt i geologisk forstand, dvs. mindre end 100 millioner år gammelt. Enten har Enceladus aktive kryovulkaner der udspyr vand, som siden hen flyder ud og fryser til nye, glatte landskaber, eller også er aktiviteten først ophørt indenfor de sidste 100 millioner år. Den rene, "nye" is der dominerer det meste af overfladen gør Enceladus omtrent helt hvid og giver den Solsystemets højeste albedo; 99% af den solstråling der rammer overfladen, kastes tilbage ud i rummet. Det gør samtidig Enceladus meget kold; overfladetemperaturen er −201 °C, eller kun godt 70K.
Cassinisonden har siden taget mere detaljerede billeder af Enceladus' overflade, og vist at også de jævne terræntyper på Voyagersondens billeder har talrige, ikke særlig dybe små furer og skrænter. Kraterlandskaberne har også smalle revner der er opstået efter at kratrene blev skabt. I kratrene ligger revnerne i mønstre der er centreret omkring kraterets midte, hvilket tyder på at revnerne hovedsageligt skyldes svagheder i de øverste få hundrede meter af overfladen.
Selv om vandig is permanent holdes langt under frysepunktet er det alligevel en anelse plastisk, så i løbet af årmillionerne "flyder" kratere i Enceladus' is-overflade ud og bliver mindre skarpe i konturen. I den slags "udflydte" kratere ser man tit at bunden af krateret hæver sig som en "bule" midt i krateret.
Enceladus viser tegn på pladetektonik; bl.a. gennemkrydses en del kratere af revner, hvor krater-delene på hver sin side af revnen ligger forskudt i forhold til hinanden. Disse revner kan være op til 200 kilometer lange, 5-10 kilometer brede, og op til en kilometer dybe. Disse furer ser ud til at være skabt for geologisk set "kort" tid siden; de er meget skarpe i konturerne, og skærer igennem ældre, mere deformerede landskaber. Revnerne blotlægger materiale med en udpræget blå overflade. Den furede terræntype på Enceladus ligner tilsvarende, lyse, furede områder på Jupiter-månen Ganymedes, men mens Ganymedes' furer er temmelig parallelle, danner furerne på Enceladus meget mere komplekse mønstre.
Nyere undersøgelse antyder at Enceladus' geysere strækker sig mindst 9600 km ud fra sydpolen og spreder ispartikler på overfladen af nærliggende måner, som derfor kommer til at fremtræde lysere end forventet.

## Atmosfære over sydpolen
Cassini-sonden har afsløret endnu en terræntype omkring Enceladus' sydpol: Det er en meget ung landskabstype med samme blålige formationer af vandig is som ved nyere revner andre steder på Enceladus, blot på et vandret terræn i stedet for op ad de stejle sider i en revne. Man formoder at de blå områder endnu ikke er blevet dækket af støv fra E-ringen i Saturns planetring. Flere instrumenter på Cassini-sonden har sporet en ganske tynd atmosfære af primært vanddamp og brint over dette område: Da Enceladus' tyngdekraft er for svag til at "holde" på en atmosfære, må der være noget der hele tiden fornyer den atmosfære man har fundet omkring sydpolen. Infrarøde målinger viser at Enceladus her er ca. 15, og enkelte steder op til 40 °C varmere end forventeligt, og sammenholdt med den meget unge terræntype giver det astronomerne anledning til at tro at Enceladus' sydpol-region er geologisk aktiv i dag.

## Enceladus og Saturns E-ring
Cassini-sonden har også bekræftet formodninger om, at Enceladus er leverandør af materiale til E-ringen i Saturns omfattende system af planetringe: Koncentrationen af støvpartikler er stærkt forhøjet i rummet lige omkring Enceladus. Man mener at nedslag af mikrometeoroider slår mikroskopiske ispartikler løs fra overfladen: Nogle af dem undslipper helt Enceladus, og bliver til hovedbestanddelen i E-ringen. Noget af materialet i ringen falder ned på Enceladus igen, og tilslører nydannede formationer af blålig is.